# Ferroviário Pemba
Clube Ferroviário de Pemba ist ein mosambikanischer Fußballverein mit Sitz in Pemba. Der Verein wurde 1924 gegründet und spielt derzeit in der Segunda Divisão, der dritthöchsten Spielklasse des Landes.

## Geschichte
Der Verein wurde 1924 gegründet und ist wie viele andere große mosambikanische Ferroviário-Clubs als Betriebssportmannschaft der CFM, der staatlichen Eisenbahngesellschaft Mosambiks, ins Leben gerufen und finanziell unterstützt worden. 1995 nahm Ferroviário Pemba erstmals am Hauptwettbewerb teil und erreichte mit dem 10. Platz die höchste Platzierung in der Moçambola. Der Verein gilt in Mosambik als typische Fahrstuhlmannschaft. Zuletzt spielte der Verein erstklassig in der Moçambola im Jahr 2014. Seit 2022 ist der Verein aus Pemba in der Dritten Liga aktiv, bis heute.

## Stadion
Derzeit spielt der Verein von der Eisenbahn gespendete Estadio Municipal CFM, mit einer Kapazität von 10.000 Besuchern.

## Erfolge
Mosambikanischer Zweitligameister (5): 2003, 2007, 2009, 2011, 2013